# Campionat d'escacs de Turquia
El campionat d'escacs de Turquia és un torneig d'escacs organitzat per determinar el campió del país. La següent és la llista oficial de guanyadors des del 1962 a l'actualitat.

## Quadre d'honor

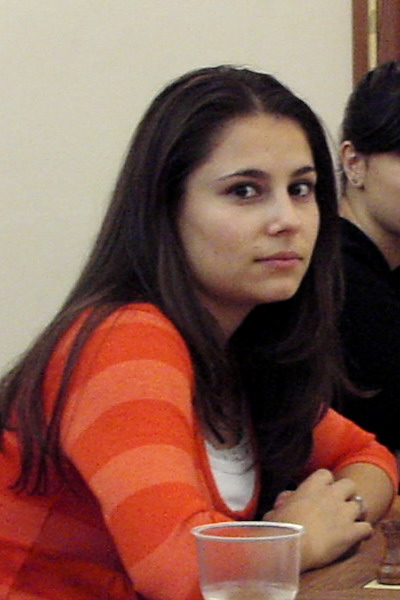
Zehra Topel, campiona el 2007.

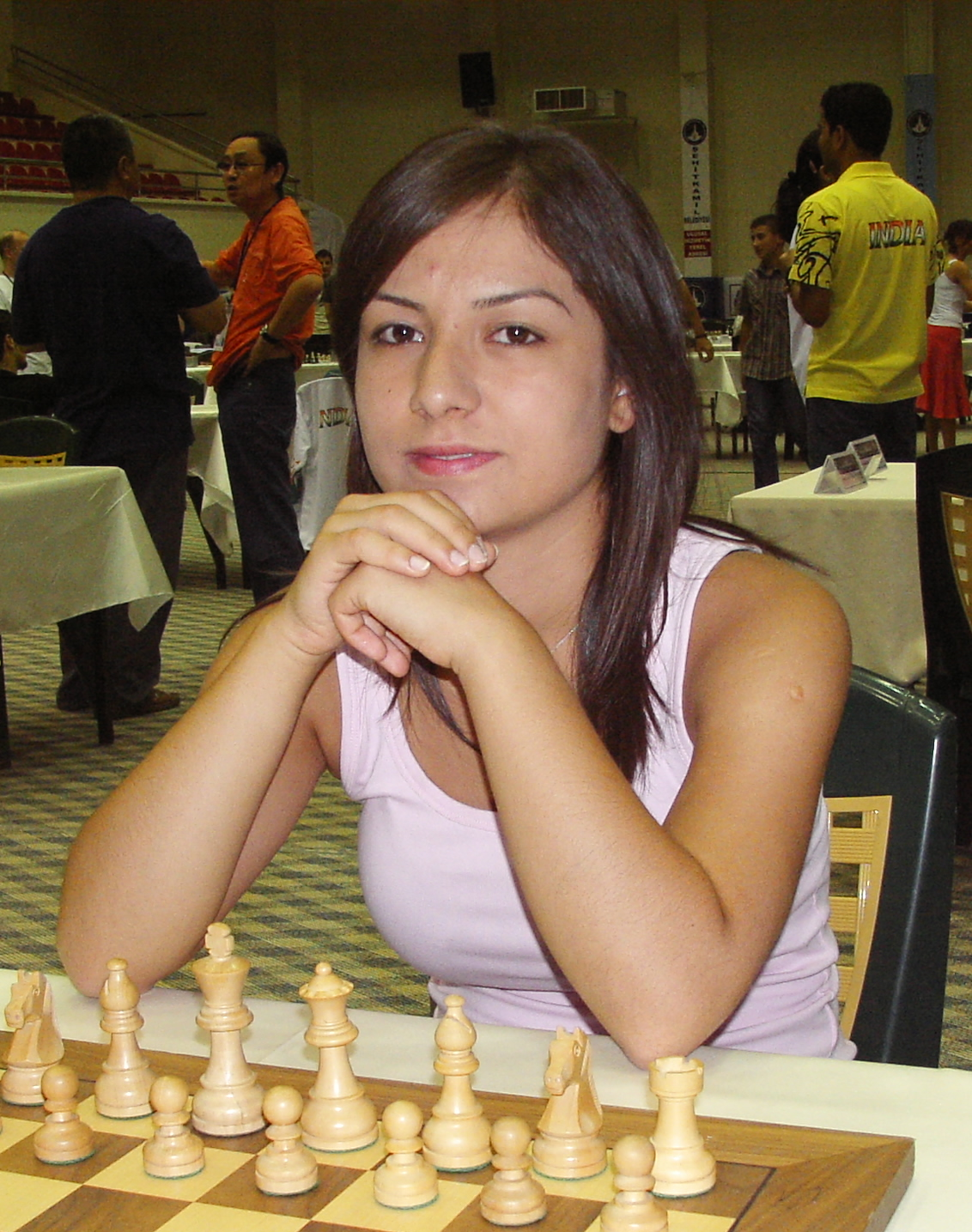
Kubra Ozturk, campiona el 2012.

| Any  | Campió               | Campiona femenina           |
| ---- | -------------------- | --------------------------- |
| 1962 | Nevzat Süer          |                             |
| 1963 | Nevzat Süer          |                             |
| 1964 | Nevzat Süer          |                             |
| 1965 | Nevzat Süer          |                             |
| 1966 | Siracettin Bilyap    |                             |
| 1967 | İsmet İbrahimoğlu    |                             |
| 1968 | Nevzat Süer          |                             |
| 1969 | Nevzat Süer          |                             |
| 1970 | İsmet İbrahimoğlu    |                             |
| 1971 | İsmet İbrahimoğlu    | Muzaffer Onaran             |
| 1972 | Ferit Boysan         | Linda Çakır[1]              |
| 1973 | Nevzat Süer          | Gülümser Yılmaz             |
| 1974 | İlhan Onat           | Gülümser Yılmaz             |
| 1975 | İlhan Onat           | Gülümser Yılmaz             |
| 1976 | Feridun Öney         | Gülümser Yılmaz             |
| 1977 | Ergun Gümrükçüoğlu   | Gülümser Yılmaz             |
| 1978 | Turhan Yılmaz        | Gülümser Yılmaz             |
| 1979 | Turhan Yılmaz        | Gülümser Yılmaz             |
| 1980 | Ergun Gümrükçüoğlu   | Joan Arbil                  |
| 1981 | Suat Soylu           | Gülümser Yılmaz             |
| 1982 | İlhan Onat           | Gülümser Yılmaz             |
| 1983 | Adnan Şendur         | Gülsevil Yılmaz             |
| 1984 | Can Yurtseven        | Gülümser Yılmaz             |
| 1985 | Ateş Ülker           | Nimet Yardımcı              |
| 1986 | Turhan Yilmaz        | Gülümser Yılmaz             |
| 1987 | Suat Atalık          | Nilüfer Çınar Çorlulu[2]    |
| 1988 | Suat Atalık          | Nilüfer Çınar Çorlulu       |
| 1989 | Turhan Yılmaz        | Nilüfer Çınar Çorlulu       |
| 1990 | Cem Karadağ          | Nilüfer Çınar Çorlulu       |
| 1991 | Hakan Erdoğan        | Nilüfer Çınar Çorlulu       |
| 1992 | Hakan Han            | Nilüfer Çınar Çorlulu       |
| 1993 | Can Arduman          | Sevinç Dalak                |
| 1994 | Can Arduman          | Fatmanur Öney               |
| 1995 | Ali İpek             | Fatmanur Öney               |
| 1996 | Can Arduman          | Emine Sanlı                 |
| 1997 | Can Arduman          | Burcu Korkmaz               |
| 1998 | Can Arduman          | Emine Sanlı                 |
| 1999 | Umut Atakişi         | Nilüfer Çınar Çorlulu       |
| 2000 | Tamer Karatekin      | Nilüfer Çınar Çorlulu       |
| 2001 | Umut Atakişi         | Nilüfer Çınar Çorlulu       |
| 2002 | Can Arduman          | Betül Cemre Yıldız          |
| 2003 | Kıvanç Haznedaroğlu  | Betül Cemre Yıldız          |
| 2004 | Turhan Yılmaz        | Betül Cemre Yıldız          |
| 2005 | Umut Atakişi         | Betül Cemre Yıldız          |
| 2006 | Mikhaïl Gurévitx     | Betül Cemre Yıldız          |
| 2007 | Suat Atalık          | Zehra Topel                 |
| 2008 | Mikhaïl Gurévitx     | Ekaterina Atalık            |
| 2009 | Mustafa Yılmaz[3]    | Betül Cemre Yıldız          |
| 2010 | Oğulcan Kanmazalp    | Betül Cemre Yıldız          |
| 2011 | Emre Can[4]          | Betül Cemre Yıldız          |
| 2012 | Dragan Solak[5]      | Kübra Öztürk[6]             |
| 2013 | Dragan Solak[5][7]   | Betül Cemre Yıldız[8]       |
| 2014 | Aleksandr Ipàtov[9]  | Betul Cemre Yildiz[10]      |
| 2015 | Aleksandr Ipàtov[11] | Betül Cemre Yıldız[12]      |
| 2016 | Mert Erdoğdu         | Ekaterina Atalık            |
| 2017 | Mustafa Yılmaz       | Betul Cemre Yildiz          |
| 2018 | Cemil Gülbaş         | Ekaterina Atalik            |
| 2019 | Vahap Şanal          | Betul Cemre Yildiz Kadioglu |
| 2020 | Vahap Şanal[13]      | Ekaterina Atalik            |
| 2021 | Mert Yilmazyerli     | Ekaterina Atalik            |
| 2022 | Mustafa Yilmaz       | Ekaterina Atalik            |
| 2023 | Mert Yilmazyerli     | Ceren Tirpan                |

## Campions déscacs per correspondència
1. Murat Akdag (2007-2009) [14]
2. Nejdet Esen (2008-2011) [15]
3. Nejdet Esen (2010-2012) [16]
4. Aziz Serhat Kural (2014-2016) [17]
5. Tolgay Pekin (2020-2022) [18]